# 阿萊西奧·迪·毛羅
阿萊西奧·迪·毛羅（Alessio di Mauro，1977年9月8日—）是一位義大利職業網球運動員。

## 外部連結
- 阿萊西奧·迪·毛羅（英文/西班牙文）的官方資料
- 阿萊西奧·迪·毛羅的國際網球總會 職業／青少年 官方資料（英文）
- 阿萊西奧·迪·毛羅的官方資料（英文）